# Beaches
Beaches, também conhecido como Forever Friends (Brasil: Amigas para Sempre / Portugal: Eternamente Amigas), é um filme de comédia dramática estadunidense de 1988 adaptado por Mary Agnes Donoghue do romance de Iris Rainer Dart com o mesmo nome. Foi dirigido por Garry Marshall e estrelado por Bette Midler, Barbara Hershey, John Heard, James Read, Spalding Gray, e Lainie Kazan.
Música tema do filme, Hot 100 #1 "Wind Beneath My Wings" ganhou prêmios Grammy de Gravação do Ano e Canção do Ano em 1990. O filme foi lançado em VHS em agosto de 1989, com um lançamento em DVD em 13 de agosto de 2002, seguido de um DVD edição especial no dia 26 de abril de 2005.

## Sinopse
Beaches conta a história da duradoura amizade entre duas mulheres completamente diferentes: a talentosa ruiva CC Bloom, uma garota judia que sonha em se tornar uma grande atriz e cantora, e a feminista morena Hillary Whitney, uma advogada de família rica. Elas se conheceram quando crianças em uma praia e desde então se correspondem e sempre estiveram juntas nos altos e baixos da vida, nas carreiras, nos casamentos, nos nascimentos, nos divórcios, enfim, nos momentos tristes e alegres. E juntas deverão enfrentar um grande desafio.

## Elenco
- Bette Midler.... Cecilia Carol Bloom ('CC')
- Barbara Hershey.... Hillary Whitney Essex
- John Heard.... John Pierce
- Spalding Gray.... Dr. Richard Milstein
- Lainie Kazan.... Leona Bloom
- James Read.... Michael Essex
- Grace Johnston.... Victoria Cecilia Essex
- Mayim Bialik.... Cecilia Carol Bloom ('CC' - com onze anos)
- Marcie Leeds.... Hillary Whitney Essex (com onze anos)
- Carol Williard.... tia Vesta
- Allan Kent.... Sr. Melman
- Phil Leeds.... Sammy Pinkers
- Lynda Goodfriend.... Sra. Myandowski
- Nikki Plant.... Iris Myandowski
- Michael French.... Head Waiter

## Produção
- Barbara Hershey aplicou injeções de cólageno nos lábios para parecer mais jovem, pois ela tinha 40 anos por ocasião da filmagem e interpretou a personagem Hillary da época da universidade até os trinta e poucos anos.

## Bilheteria
O filme arrecadou $5,160,258 durante sua semana de estreia -. 21 de janeiro de 1989. Até a data, ele já arrecadou $57,041,866 domesticamente.

## Prêmios
Incluída na trilha sonora foi o desempenho de Bette Midler de "Wind Beneath My Wings", que se tornou um hit imediato. A música passou a ganhar Grammys de Gravação do Ano e Canção do Ano em 1990.
Foi nomeado para o Oscar de melhor direção de arte (Albert Brenner e Garrett Lewis).